# Richard Pyros
Richard Pyros est un acteur britannique.

## Biographie
Il est surtout connu pour avoir joué dans la série télévisée australienne de Channel Seven Big Bite, qui a été nommée pour deux AFI Awards en 2003.
Toujours à l'école de théâtre, Pyros a été choisi pour créer une gamme de caractères en incluant le présentateur des informations mémorablement ébouriffé Tee Pee Moses, et pour son imitation de personnalités telles que Rob Sitch, Michael Caton, Harry Potter et le détective Lennie Briscoe de New York, police judiciaire.
Pyros est apparu dans le film Hacksaw Ridge (2016), dirigé par Mel Gibson, dans le rôle de Randall 'Teach' Fuller. Il a assisté à sa première mondiale au Festival international du film de Venise en septembre 2016.
Richard Pyros réside souvent en Australie.

## Filmographie
- 2007 : The Tragedy of Hamlet Prince of Denmark d'Oscar Redding : Hamlet
- 2007 : Noise de Matthew Saville : le policier
- 2005 : In Your Dreams de Greg Williams : le coursier
- 2003-2004 : Big Bite (série TV, 15 épisodes) : acteur et scénariste
- 2016 : Tu ne tueras point (Hacksaw Ridge) de Mel Gibson - Randall 'Teach' Fuller